# Winter-Paralympics 2022/Ski Alpin
Bei den XIII. Winter-Paralympics wurden zwischen dem 5. und 13. März 2022 in Nationales Ski-Alpin-Zentrum Xiaohaituo 30 Wettbewerbe im Alpinen Skisport ausgetragen.

## Medaillenspiegel
| Platz | Land                   | Goldmedaille | Silbermedaille | Bronzemedaille | Gesamt |
| ----- | ---------------------- | ------------ | -------------- | -------------- | ------ |
| 1     | Österreich             | 4            | 5              | 2              | 11     |
| 2     | Norwegen               | 4            | 1              | —              | 5      |
| 3     | Volksrepublik China    | 3            | 9              | 7              | 19     |
| 4     | Frankreich             | 3            | 1              | 2              | 6      |
| 4     | Japan                  | 3            | 1              | 6              | 6      |
| 6     | Slowakei               | 3            | —              | 3              | 6      |
| 7     | Italien                | 2            | 3              | 1              | 6      |
| 8     | Deutschland            | 2            | 2              | 2              | 6      |
| 9     | Schweden               | 2            | —              | 1              | 3      |
| 10    | Kanada                 | 1            | 2              | 3              | 6      |
| 11    | Vereinigtes Königreich | 1            | 1              | 3              | 5      |
| 12    | Neuseeland             | 1            | 1              | 2              | 4      |
| 13    | Finnland               | 1            | 1              | —              | 2      |
| 14    | Niederlande            | —            | 2              | 1              | 3      |
| 15    | Vereinigte Staaten     | —            | 1              | —              | 1      |
| 16    | Schweiz                | —            | —              | 1              | 1      |

## Frauen
| Disziplin          | Klasse       | Gold               | Gold         | Silber            | Silber       | Bronze            | Bronze       |
| 5. März 2022       | 5. März 2022 | 5. März 2022       | 5. März 2022 | 5. März 2022      | 5. März 2022 | 5. März 2022      | 5. März 2022 |
| ------------------ | ------------ | ------------------ | ------------ | ----------------- | ------------ | ----------------- | ------------ |
| Abfahrt            | sehbehindert | Henrieta Farkašová | 1:19,50 min  | Zhu Daqing        | 1:21,75 min  | Millie Knight     | 1:23,20 min  |
| Abfahrt            | sitzend      | Momoka Muraoka     | 1:29,77 min  | Anna-Lena Forster | 1:30,59 min  | Liu Sitong        | 1:32,10 min  |
| Abfahrt            | stehend      | Mollie Jepsen      | 1:21,75 min  | Zhang Mengqiu     | 1:21,85 min  | Ebba Årsjö        | 1:23,20 min  |
| 6. März 2022       |              |                    |              |                   |              |                   |              |
| Super-G            | sehbehindert | Alexandra Rexová   | 1:17,01 min  | Menna Fitzpatrick | 1:18,79 min  | Zhu Daqing        | 1:19,30 min  |
| Super-G            | sitzend      | Momoka Muraoka     | 1:23,73 min  | Anna-Lena Forster | 1:23,84 min  | Zhang Wenjing     | 1:24,31 min  |
| Super-G            | stehend      | Zhang Mengqiu      | 1:13,54 min  | Marie Bochet      | 1:14,97 min  | Alana Ramsay      | 1:16,84 min  |
| 7. März 2022       |              |                    |              |                   |              |                   |              |
| Super- Kombination | sehbehindert | Henrieta Farkašová | 2:03,39 min  | Zhu Daqing        | 2:04,25 min  | Menna Fitzpatrick | 2:05,98 min  |
| Super- Kombination | sitzend      | Anna-Lena Forster  | 2:11,37 min  | Momoka Muraoka    | 2:12,14 min  | Liu Sitong        | 2:15,84 min  |
| Super- Kombination | stehend      | Ebba Årsjö         | 1:56,51 min  | Zhang Mengqiu     | 1:58,02 min  | Alana Ramsay      | 2:06,33 min  |
| 11. März 2022      |              |                    |              |                   |              |                   |              |
| Riesenslalom       | sehbehindert | Veronika Aigner    | 1:52,54 min  | Zhu Daqing        | 1:59,85 min  | Barbara Aigner    | 1:59,93 min  |
| Riesenslalom       | sitzend      | Momoka Muraoka     | 2:02,27 min  | Liu Sitong        | 2:09,55 min  | Zhang Wenjing     | 2:10,92 min  |
| Riesenslalom       | stehend      | Zhang Mengqiu      | 1:55,12 min  | Mollie Jepsen     | 2:00,95 min  | Andrea Rothfuss   | 2:01,91 min  |
| 12. März 2022      |              |                    |              |                   |              |                   |              |
| Slalom             | sehbehindert | Veronika Aigner    | 1:31,53 min  | Barbara Aigner    | 1:33,24 min  | Alexandra Rexová  | 1:36,31 min  |
| Slalom             | sitzend      | Anna-Lena Forster  | 1:37,86 min  | Zhang Wenjing     | 1:40,18 min  | Liu Sitong        | 1:41,31 min  |
| Slalom             | stehend      | Ebba Årsjö         | 1:31,76 min  | Zhang Mengqiu     | 1:37,40 min  | Anna-Maria Rieder | 1:40,50 min  |

## Männer
| Disziplin          | Klasse       | Gold                | Gold         | Silber              | Silber       | Bronze              | Bronze       |
| 5. März 2022       | 5. März 2022 | 5. März 2022        | 5. März 2022 | 5. März 2022        | 5. März 2022 | 5. März 2022        | 5. März 2022 |
| ------------------ | ------------ | ------------------- | ------------ | ------------------- | ------------ | ------------------- | ------------ |
| Abfahrt            | sehbehindert | Johannes Aigner     | 1:13,45 min  | Mac Marcoux         | 1:13,81 min  | Hyacinthe Deleplace | 1:14,10 min  |
| Abfahrt            | sitzend      | Corey Peters        | 1:16,73 min  | Jesper Pedersen     | 1:17,99 min  | Taiki Morii         | 1:18,29 min  |
| Abfahrt            | stehend      | Arthur Bauchet      | 1:14,92 min  | Markus Salcher      | 1:15,25 min  | Théo Gmür           | 1:16,17 min  |
| 6. März 2022       |              |                     |              |                     |              |                     |              |
| Super-G            | sehbehindert | Neil Simpson        | 1:08,91 min  | Giacomo Bertagnolli | 1:09,31 min  | Johannes Aigner     | 1:09,74 min  |
| Super-G            | sitzend      | Jesper Pedersen     | 1:09,69 min  | Corey Peters        | 1:10,16 min  | Taiki Morii         | 1:10,61 min  |
| Super-G            | stehend      | Liang Jingyi        | 1:09,11 min  | Markus Salcher      | 1:09,35 min  | Alexis Guimond      | 1:10,02 min  |
| 7. März 2022       |              |                     |              |                     |              |                     |              |
| Super- Kombination | sehbehindert | Giacomo Bertagnolli | 1:49,80 min  | Johannes Aigner     | 1:51,98 min  | Neil Simpson        | 1:52,81 min  |
| Super- Kombination | sitzend      | Jesper Pedersen     | 1:50,23 min  | Jeroen Kampschreur  | 1:50,51 min  | Niels de Langen     | 1:53,40 min  |
| Super- Kombination | stehend      | Arthur Bauchet      | 1:50,26 min  | Santeri Kiiveri     | 1:54,48 min  | Adam Hall           | 1:54,77 min  |
| 10. März 2022      |              |                     |              |                     |              |                     |              |
| Riesenslalom       | sehbehindert | Johannes Aigner     | 1:49,34 min  | Giacomo Bertagnolli | 1:51,02 min  | Miroslav Haraus     | 1:54,92 min  |
| Riesenslalom       | sitzend      | Jesper Pedersen     | 1:54,20 min  | Renè De Silvestro   | 1:57,50 min  | Liang Zilu          | 2:00,92 min  |
| Riesenslalom       | stehend      | Santeri Kiiveri     | 1:55,40 min  | Thomas Walsh        | 1:55,44 min  | Arthur Bauchet      | 1:55,89 min  |
| 13. März 2022      |              |                     |              |                     |              |                     |              |
| Slalom             | sehbehindert | Giacomo Bertagnolli | 1:26,82 min  | Johannes Aigner     | 1:27,10 min  | Miroslav Haraus     | 1:36,22 min  |
| Slalom             | sitzend      | Jesper Pedersen     | 1:31,10 min  | Niels de Langen     | 1:37,18 min  | Renè De Silvestro   | 1:38,44 min  |
| Slalom             | stehend      | Arthur Bauchet      | 1:29,61 min  | Liang Jingyi        | 1:32,27 min  | Adam Hall           | 1:33,21 min  |